# Juju (náboženství)
Juju je africké kmenové náboženství. Vyskytuje se zejména v Nigérii.
Juju je tradiční nigerijské náboženství, systém věštění a čarodějnictví. Zasvěcenec může sílu získanou při rituálu použít pozitivně nebo negativně. Juju se v Nigérii hojně používá při uzavírání smluv a vymáhání smluvních dohod. Podle některých religionistů toto náboženství zahrnuje také tajné magické odvětví, jež je přístupno pouze zasvěcencům. Zatímco obřady juju jsou veřejné a bývají slaveny ve městech, v jednoduchých chrámech (většinou je to běžný domek), čarodějnické rituály jsou běžnému věřícímu nepřístupné, jsou provozovány daleko od lidí v tajných svatyních, povětšinou hluboko v lese. Probíhají i krvavé oběti, byly zaznamenány i zmínky dětských obětech. Magické (čarodějné) rituály mají sloužit k ovládaní druhých lidí. Čaroděj zodpovědný za platnost smlouvy mezi dvěma lidmi nebo skupinami provádí u smluvních stran složitý rituál: začíná zaříkáváním, obcházením, okuřováním; po zaklínání na člověka foukne bílý prášek, zaváže magický šál na hlavu, označí znameními na obličeji pomocí krve a bílého prášku, aby duch věděl, kdo mu je zavázán a podřízen. Poté člověka hladí po těle živou slepicí, kterou posléze zařízne a nechá vykrvácet na člověka. Čaroděj se má rituálem zmocnit části ducha člověka vázaného smlouvou; tato část zůstává podle tamější víry u čaroděje a skrze ni je člověk zranitelný a ovladatelný.